# Марія Орлеанська (1813—1839)
Марія Крістіна Кароліна Аделаїда Франсуаза Леопольдіна Орлеанська (фр. Marie Christine Caroline Adélaïde Françoise Léopoldine d'Orléans), до шлюбу відома як Мадемуазель де Валуа (фр. Mademoiselle de Valois), (нар. 12 квітня 1813 — пом. 6 січня 1839) — французька принцеса з Орлеанського дому, донька короля Франції Луї-Філіпа та неаполітанської принцеси Марії Амелії, дружина герцога Вюртемберзького Александра. Після весілля мешкала в Готі. Померла від сухот, народивши єдиного сина.
Скульпторка та художниця.

## Біографія

### Ранні роки
Народилась 12 квітня 1813 року у Палермо третьою дитиною та другою донькою французького принца Луї-Філіпа та його дружини Марії Амелії Неаполітанської. Мала старшого брата Фердинанда Філіпа та сестру Луїзу Марію. Згодом сімейство поповнилося сімома молодшими дітьми. Шлюб батьків був гармонійним.

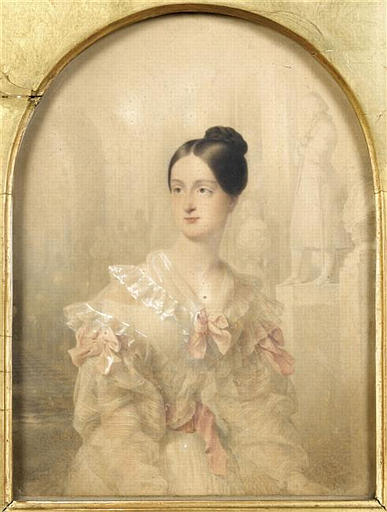
Портрет принцеси Марії пензля Жана-Батиста Ізабе

Родина мешкала в Орлеанському палаццо в Палермо, оскільки Луї-Філіп від 1793 року перебував у вигнанні. Разом з ними жила його молодша сестра Аделаїда Орлеанська. Після реставрації Бурбонів на французькому троні, у липні 1814 року сімейство переїхало до Парижу й оселилося в Пале-Рояль. Втім, через ліберальні погляди Луї-Філіпа, йому було велено залишити країну знов. У 1815—1817 роках сім'я проживала у Великій Британії, в орендованому Орлеанському будинку у Твікенгемі. Мали невеликий двір. Батько насолоджувався місцевою тишою та спокоєм. У 1817 році, отримавши дозвіл, остаточно повернулися до Франції. Родина приєдналася до Луї-Філіпа, який виїхав раніше, у серпні. Наступного року оселилися у придбаному шато Нейї.
Відносини в родині були теплими, і часто сприймалися аристократією, здивованою демонстрацією взаємної прихильності, як «буржуазні». Матір знаходила велике задоволення у спілкуванні з дітьми: саме в компанії дітей вона гуляла, каталася на конях або приймала морські ванни. Тітка Аделаїда теж постійно була поруч, але племінники, хоча й прив'язані до неї, все ж інколи побоювалися її. Хоча малеча багато часу проводила разом, різниця у віці призвела до виникнення груп між ними. Марія згуртувалася зі старшими сиблінгами та молодшим братом Луї. Дітей іноді запрошували виступити на невеликій сімейній театральній сцені в шато де Нейї чи шато д'Еу.
Луї-Філіп, виходячи зі свого досвіду, намагався підготувати дітей до життя у мінливому світі. Принци були записані до паризького Ліцею Генріха IV. Дівчатка, хоча й отримали освіту не в публічному закладі, мали користь з досвіду, який їхні брати набули завдяки спілкуванню з суспільством за межами палацу.
Марія отримала чудову освіту. За відгуками сучасників, мала жвавий енергійний характер, цікавилася партіями та політикою. Вивчала італійську, іспанську та німецьку мови. Полюбляла літературу та історію, мала музичний талант, винаходила ігри та складала логогрифи. Вела щоденники подорожей. За власним бажанням займалася скульптурою та малюванням. Релігійним вихованням усіх дітей Луї-Філіпа відав від 1820 року капелан Марії Амелії, абат Гійон, а згодом — вікарій церкви Сен-Мадлен Фелікс Дюпанлу.

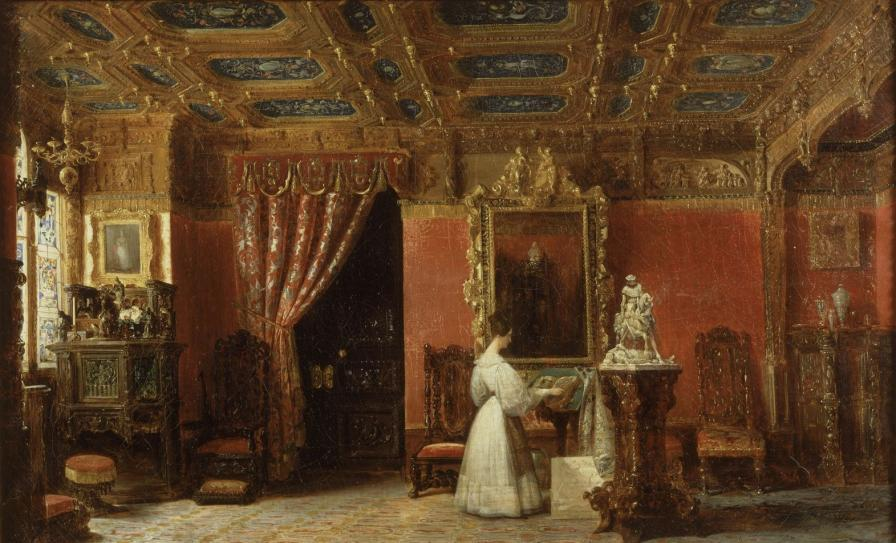
Марія в своїй студії в Тюїльрі, картина роботи Проспера Лафайє, близько 1842 року

Від 1822 року принцеса брала уроки у Арі Шеффера, що сприяло виникненню дружби між ними. За його словами, дівчина «мріяла про піднесене життя художника та про те, аби мати глибокий вплив на мистецтво Франції». Ньютон Сміт Філдінг до того ж навчав її мініатюрі, а П'єр Жан Давид — скульптурі. У палаці Тюїльрі Марія мала власну студію, де працювала. Завершила значну кількість робіт на патріотичну тематику. Більшість її творів виставлена у голандському музеї Дордрехту, експонуються також у Версальському замку. Численні малюнки зберігаються у департаменті естампів та фотографій Національної бібліотеки Франції. Разом з тим, багато робіт були втрачені, особливо при пограбуванні палацу Тюїльрі під час революції 1848 року.
У липні 1826 року разом із батьками та старшими сиблінгами здійснила поїздку у район Монблана та побувала у замку Коппет, де колись проживала Жермена де Сталь. Відвідавши льодовик і помилувавшись рельєфною панорамою Швейцарії, сімейство провело ніч у скромному готелі в Каружі у кантоні Женева.
У 1830 році, внаслідок Липневої революції, Луї-Філіп очолив Францію, ставши королем французів. Марія після цього стала йменуватися Її Королівська Високість принцеса Марія Орлеанська. Для сімейства був переобладнаний палац Сен-Клу неподалік Парижу.

### Шлюбні плани і шлюб

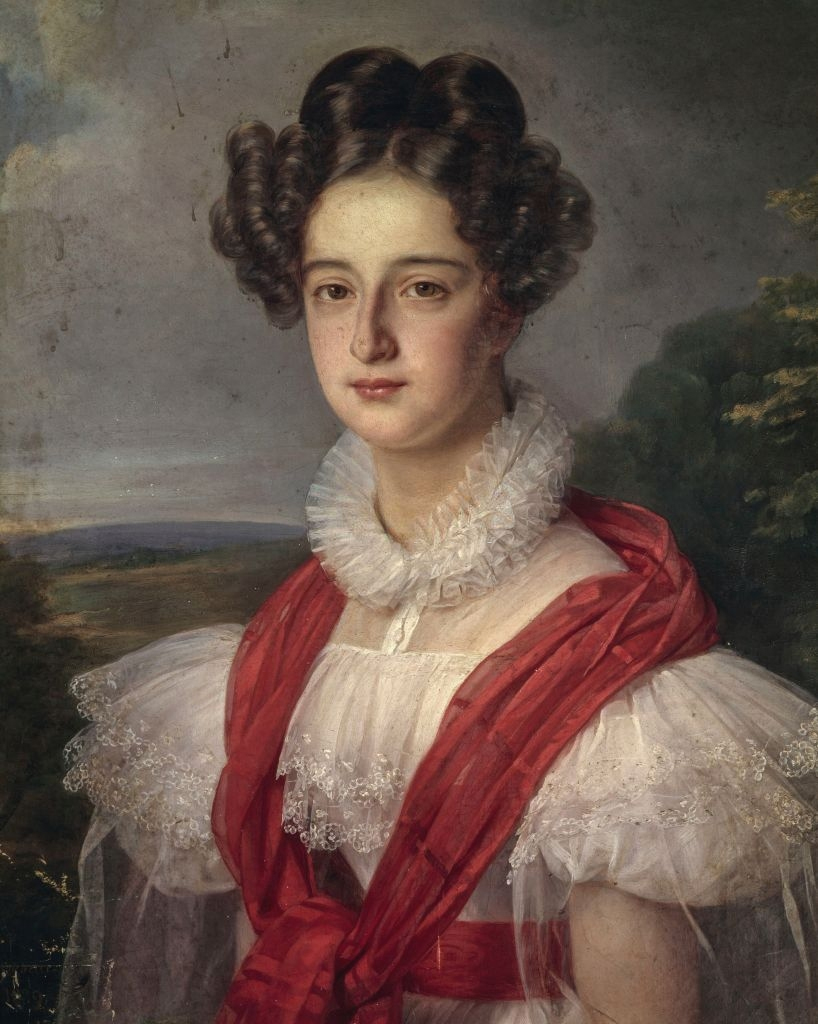
Портрет Марії пензля Джерсені, 1839, палац Казерта

У лютому 1831 року Національний конгрес Бельгії обрав королем бельгійців герцога Немурського, молодшого брата Марії. Однак Велика Британія виступила проти, і Луї-Філіп, побоюючись ізоляції країни, відмовився за свого сина. Королем проголосили принца Саксен-Кобург-Готського Леопольда. Той, будучи вдівцем і потребуючи спадкоємця, звернув увагу на французьких принцес як потенційних наречених. Обираючи між Луїзою та Марією, зрештою, він спинив свою увагу на старшій, і у травні 1832 року було оголошено про заручини пари.
Після одруження у серпні 1832 Луїзи, з якою Марія була дуже близькою, принцеса все більше часу почала присвячувати заняттям скульптурою. Часто навідуючи сестру в Лакені, вона проте залишалася меланхолійною. Разом із чоловіком Луїза вирішила обрати для сестри нареченого, яким став герцог Вюртемберзький — небіж Леопольда.

Король бельгійців вважав, що Марія мала відповідний характер, аби добре порозумітися з чоловіком і прив'язатися до нього. Він писав про неї: «Вона ніжне, миле, добросерде створіння. Найкраща подруга моєї дружини, і вони навіть одягаються майже як близнюки. Вона розумна, освічена та весела. Краси відносної, але дуже красиві її очі, дуже витончена голівка. Шия трохи худорлява, а фігура все ж таки ні, худорлявість, я думаю зникне, так як і вона частково стала наслідком повного хвилювань життя, що почалося з 1830 року».

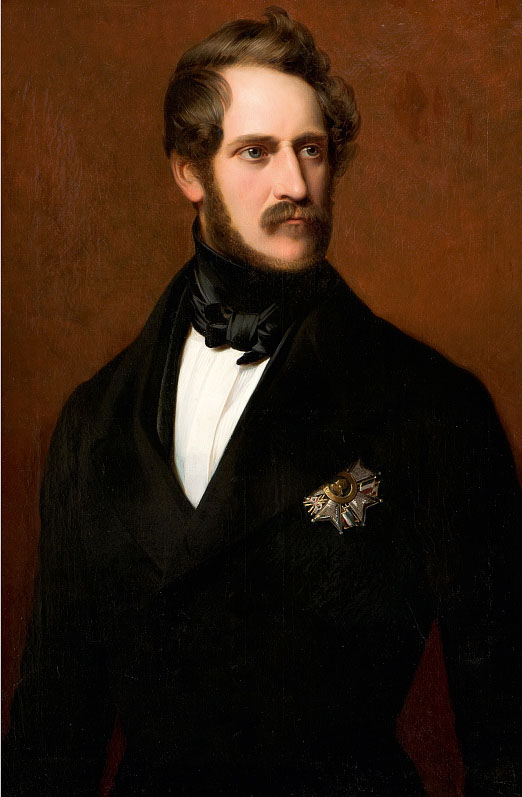
Портрет Александра Вюртемберзького пензля Вінтерхальтера (1845)

На початку 1834 року існував також проєкт шлюбу Марії з молодшим братом короля Обох Сицилій, Леопольдом, який також полюбляв мистецтво. Однак у квітні місяці зі зростанням революційних хвилювань у Франції Неаполь почав вимагати, аби Марія негайно отримала визначену їй долю спадку, що Луї-Філіп вважав необґрунтованим. Союз залишився нереалізованим.
У віці 24 років Марія взяла шлюб із 32-річним герцогом Вюртемберзьким Александром. Весілля пройшло 18 жовтня 1837 у палаці Великий Тріанон у Версалі. Громадянську церемонію провів канцлер Франції Етьєн-Дені Паск'є. За католицьким звичаєм пару вінчав єпископ Версальський, за лютеранським — пастор Кюв'є. Наречений до цього вважався одним із потенційних кандидатів у чоловіки для королеви Вікторії. Та знаходила його дуже красивим і люб'язним, про що писала у своєму щоденнику. В молоді роки Александр перебував на військовій службі у Росії, але залишив армію після смерті батька.
Молодята від'їхали у турне й відвідали численні королівські двори. Оселилися в Готі, при дворі герцога Саксен-Кобург-Готи Ернста I, одруженого зі старшою сестрою Александра. Марія швидко завоювала симпатії всіх оточуючих. 26 січня 1838 року, під час перебування пари у Готі, у Палаці Принців сталася пожежа, що зруйнувала верхній етаж будівлі.
Шлюб, укладений не через кохання, виявився вдалим. Герцог Вюртемберзький визнавав, що знайшов «справжнє щастя, домашнє, спокійне, християнське життя», до якого завжди прагнув. Наприкінці липня 1838 року у Неї-сюр-Сен народився єдиний син, Філіп. Немовля охрестили за вірою матері у католицтво. Після пологів у принцеси виявили туберкульоз. У вересні її стан погіршився, ліки не допомагали. Спершу сподіваючись повернутися до Німеччини, вона натомість вирішила їхати із чоловіком до Пізи у надії на сприятливий місцевий клімат. Невдовзі, за дорученням батьків Марії, до них приєднався її молодший брат Луї.

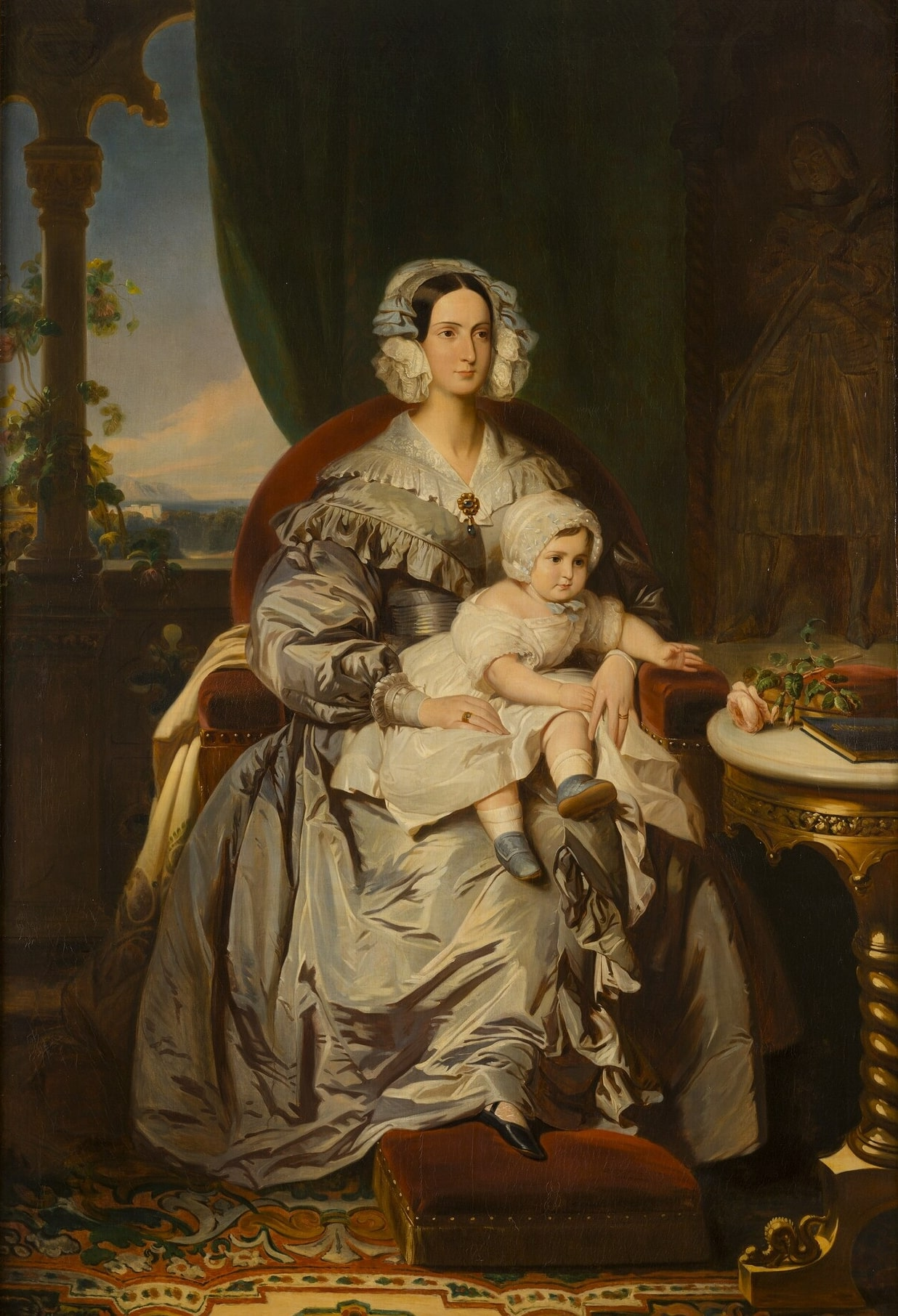
Портрет Марії з сином пензля Ф. К. Вінтерхальтера, 1838

Пішла з життя 6 січня 1839 року у палаці Вітеллі. За словами Клари Ерскін Клемент, за кілька днів до смерті попросила зробити у кімнаті світліше і цілу годину малювала. 26 січня герцогиню поховали у Королівської каплиці в Дре.
Александр Вюртемберзький писав: Ніхто не може уявити глибину мого горя. Наші серця зрозуміли себе одразу, як тільки ми пізнали одне одного, ми були заодно у всьому, розірвати наш союз могла тільки смерть, яка його, ах, розірвала! Марія була рідкісною жінкою, у ній поєднувалися всі чесноти, всі дари розуму, її сердечна доброта, її любов були незмірними! У Франції її лікували погано, лікарям була не відома її хвороба, і серйозну увагу вони звернули лише тоді, коли було вже запізно.

## Родина
Чоловік —  Александр, герцог Вюртемберзький
Діти:
Філіп (1838—1917) — спадкоємець Вюртемберзького королівства, був одружений з австрійською ерцгерцогинею Марією Терезою, мав п'ятеро дітей.

## Нагороди
- Благородний орден Зоряного хреста (Австрійська імперія).

## Титули

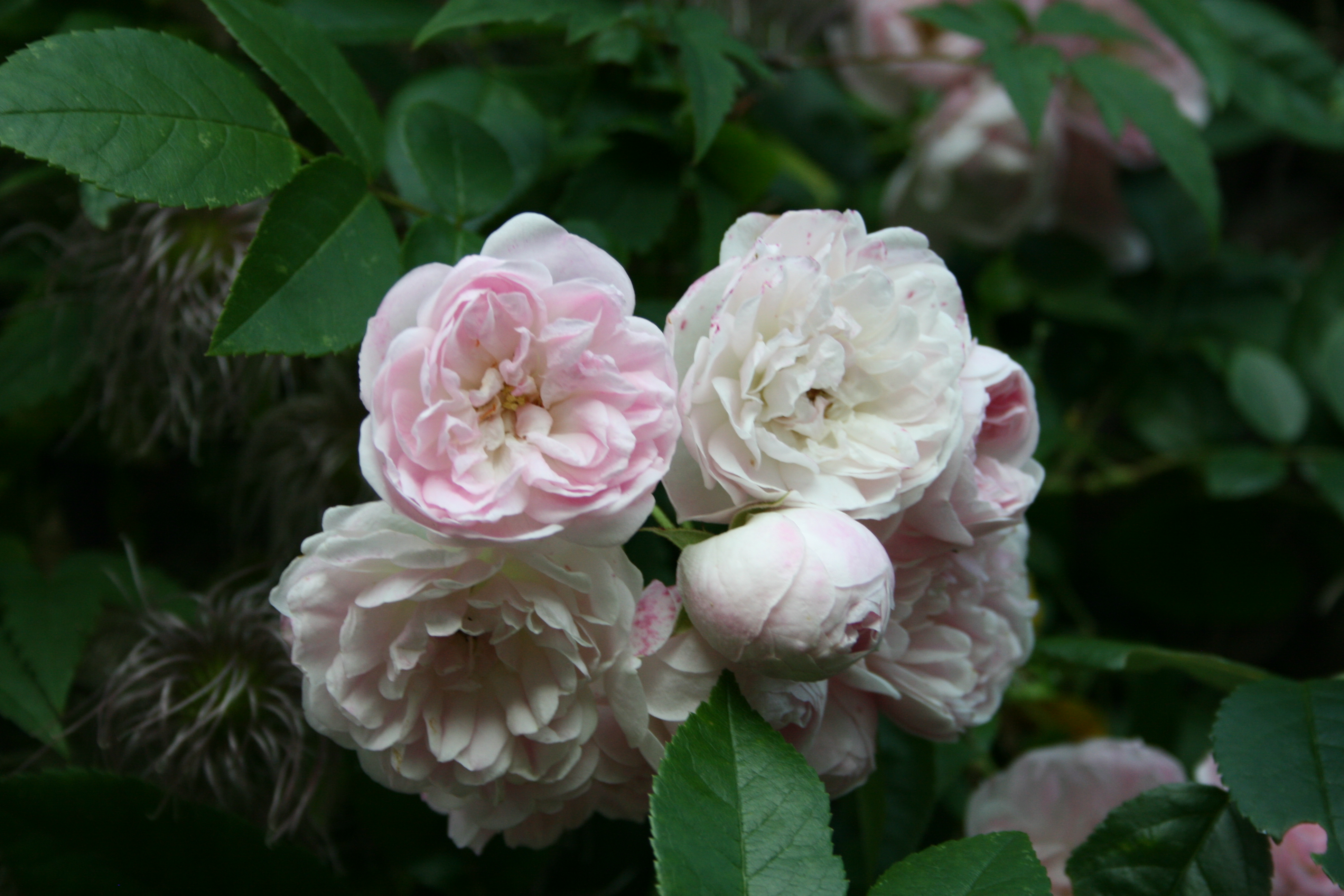
Троянди сорту Принцеса Марія

- 12 квітня 1813 — 22 вересня 1824 — Її Світлість Мадемуазель де Валуа, Принцеса Крові Франції.
- 22 вересня 1824 — 9 серпня 1830 — Її Королівська Високість Мадемуазель де Валуа, Принцеса Крові Франції.
- 9 серпня 1830 — 18 жовтня 1837 — Її Королівська Високість Принцеса Марія Орлеанська.
- 18 жовтня 1837 — 6 січня 1839 — Її Королівська Високість Герцогиня Александр Вюртемберзький.

## Вшанування
- Виведений у 1829 році садівником Орлеанів в Нейї сорт плетистих троянд був названий Принцеса Марія.